# Cryphia atrimixta
Cryphia atrimixta là một loài bướm đêm trong họ Noctuidae.